# Z-8布鲁诺·海涅曼号驱逐舰
Z-8“布鲁诺·海涅曼”号（德語：Z 8 Bruno Heinemann）是德国国家海军暨战争海军于1930年代中期建造的十六艘1934级驱逐舰的八号舰，得名于在一战基尔水兵兵变中遇害的原国王号战列舰副舰长、海军少校布鲁诺·海涅曼。该舰于1936年1月14日开始在不来梅的德希马格船厂铺设龙骨，同年9月15日下水，至1938年1月8日交付使用。
第二次世界大战爆发之初，Z-8号先是被派往封锁波兰海岸，但不久便被转移到卡特加特海峡，负责检查行经的中立国船舶是否搭载有违禁品。1939年末和1940年初，它在英国海岸成功地完成了三次布雷出击，导致17艘商船遇难。该舰也参与了挪威战役的早期阶段，于1940年4月上旬将部队运送到特隆赫姆地区。一年后，Z-8号移驻德占法国，为使用法国大西洋沿岸港口的德国舰艇护航。1942年初，它在返回法国的途中撞上两枚水雷，在比利时海岸附近沉没。

## 设计
Z-8“布鲁诺·海涅曼”号的水线长和全长分别为114米和119米，有11.3米的舷宽以及最大4.23米吃水深度；其设计排水量为2,171吨，满载时则可达3,110吨。该舰由两台瓦格纳齿轮传动蒸汽轮机提供动力，各负责驱动一副直径为3.25米的三叶螺旋桨。过热蒸汽则由六台瓦格纳水管锅炉供应，这使得它在70,000匹軸馬力（52,000千瓦特）额定功率下的设计航速为36節（67每小時）。Z-8号最多可贮存752吨燃料油，理论上能够以19節（35每小時）的速度的巡航4,400海里（8,100），但实际它在运用过程中重心过高，30%的燃料必须作为压舱物保留在舰内。事实证明，19节航速时的有效行程仅为1,530海里（2,830）。舰只的标准船员编制为10名军官和315名水兵，在担任区舰队旗舰时还可额外增加4名军官和19名水兵。
该舰装备有五门127毫米34式速射炮，架设在带有炮挡的单装炮座上。其中舰艛的前后各有两门采用背负式布置，第五门则安装在后部舰艛的顶端，并从前到后编为1至5号。防空武器由安装在与后部烟囱并排的一对双联装炮座上的四门37毫米30式速射炮和六门单座20毫米30式高射炮组成。此外，该舰还在中心线上的两个四联装动力操纵式底座上安装有八具533毫米鱼雷发射管，每个底座配备一对重新装填装置。四个深水炸弹发射器则安装在艉后部甲板室的侧面，再辅以舰艉两侧的六具单装深水炸弹支架，合共可携带32或64枚炸弹。布雷轨道安装在后甲板，最多可贮存60枚水雷。到1940年3月，舰上还安装了一套称为“群听装置”的被动式水听器用于探测潜艇，并安装了
主动式声纳系统。

## 历史
Z-8“布鲁诺·海涅曼”号得名于1918年11月5日在基尔水兵兵变期间因捍卫德意志帝国军旗而被枪杀的国王号战列舰副舰长、海军少校布鲁诺·海涅曼。它于1935年1月9日由德国国家海军所订购，自1936年1月14日开始在不来梅的德希马格船厂铺设龙骨，建造序列为902。该舰于同年9月15日下水，至1938年1月8日在海军中校弗里茨·安特克·贝格尔的指挥下交付使用。4月，Z-8号及其姊妹舰Z-5“保罗·雅各比”号驶往挪威，测试计划用于后续驱逐舰船级的新式150毫米TbtsK C/36型艦炮。前者共装备了四门新式武器，但测试并不成功，因为它们严重影响了舰只的稳定性。这些舰炮在奥勒松完成射击试验后被悉数移除。随后，Z-8号作为第6驱逐支舰队的一份子参加了同年8月举行的海上阅兵以及接下来的舰队操练。1939年初，它在波罗的海停留了几个月，以评估降低蒸汽压力是否能解决其高压蒸汽装置存在的若干问题。
当第二次世界大战爆发时，Z-8号最初被部署在波罗的海对抗波兰海军并执行对波兰的封锁，但不久便被转移到德意志湾，与其姊妹舰一同在那里布设防御雷区。它还在斯卡格拉克海峡巡逻，以查验来往的中立国船舶是否有搭载违禁品，并在此期间进行了短暂的改装。完成改装后，该舰和Z-5号经威廉皇帝运河驶往波罗的海，于1939年9月29日遭到英国皇家空军第144中队的十一架汉普登轰炸机袭击。但英国飞机未能击毁德舰，其中的五架反而被德国空军的Bf 109戰鬥機击落。
尽管其它驱逐舰于10月和11月都忙于护送德国主力舰和在英国海岸附近布设雷区，但Z-8号直到12月12日至13日夜间才参与相关行动。在海军准将弗里德里希·邦特的指挥下，包括其旗舰Z-19“赫尔曼·金内”号、Z-4号“理夏德·拜岑”号、Z-8号、Z-14“弗里德里希·伊恩”号和Z-15“埃里希·施泰因布林克”号在内的五艘舰在泰恩河口布下了240枚水雷——即便当地的导航灯还亮着。英国人不知道雷区的存在，就此损失了11艘船，共计18,979总吨。在高速撤离期间，Z-8号的一个轮机舱发生严重火灾，遂被勒令在扑灭火势时停止航行。随后，这些驱逐舰还奉命护送受损的轻巡洋舰莱比锡号和纽伦堡号归国，后两者在掩护驱逐舰撤退时被英国潜艇鲑鱼号用鱼雷击伤。尽管受到护航，另一艘英国潜艇厄休拉号还是成功地潜入了反潜警戒网，并于次日向身处易北河口的莱比锡号发射了六枚鱼雷。其中的两枚鱼雷击中护航艇F-9号，使后者于三分钟后沉没，造成大量人员伤亡，但其余鱼雷则均告射失。1940年1月10日夜晚，Z-8号及其姊妹舰Z-9“沃尔夫冈·岑克尔”号和Z-13“埃里希·克尔纳”号前往克罗默周边布下了雷区，三艘总计11,155总吨的船舶因此而沉没。同样的三艘驱逐舰于2月9日至10日夜间再次出击，进入同一地区并布设了157枚水雷，导致另外三艘船沉没，总计11,855总吨。
在1940年4月“威悉演习行动”的挪威战役期间，该舰被编入第二集群，任务是运送第3山地师的第139山地猎兵团与重巡洋舰希佩尔将军号一同攻占特隆赫姆。这些舰只于4月6日开始装载部队，并于第二天启航。Z-8号及其姊妹舰Z-5号和Z-6“特奥多尔·里德尔”号各率领一个连的山地部队，负责夺取保卫特隆赫姆峡湾入口的堡垒。在出其不意地通过堡垒后，这些舰只得以轻松让部队登陆并占领了堡垒。所有同行的驱逐舰都在途中遭受了风暴的破坏，且由于补给舰未能如期抵达而燃料不足。希佩尔将军号奉命于4月10日回国，Z-8号和Z-5号遂将所剩燃料转移至Z-16“弗里德里希·埃科尔特”号，以便让后者为巡洋舰提供反潜护航。然而，事实证明，即使如此燃料依然不够，所以Z-16号在当天晚些时候被命令折返。两天后，德军在特隆赫姆找到了足够的燃料，使Z-16号和Z-8号得以于4月14日启航，并于翌日平安无事地抵达德国。在1939年至1941年间的某个时候，Z-8号在舰桥上方安装了FuMO-21或FuMO-24型雷达。
1940年4月29－30日夜间和5月9－10日夜间，该舰都在大渔人沙洲附近为一支布雷部队提供护航，惟第二次出击在发现英国驱逐舰后折返。Z-8号在当月晚些时候开始了漫长的改装，但直到11月仍不具备作战能力。1941年4月5日，它才离开德国前往德占法国，途中遭到两架鱼雷轰炸机的袭击，但没有受损。在9月6日被召回进行另一次改装之前，该舰和其它驱逐舰都在为使用法国大西洋沿岸港口的破交舰、封锁突破舰和主力舰提供护航。Z-8号当时可能在舰艉遮蔽甲板上安装了一组四联装的20毫米高射炮，以取代原来安装在那里的两门20毫米炮。1942年1月中旬，它负责护送战列舰提尔皮茨号从波罗的海驶向特隆赫姆。为了准备“地狱犬行动”，该舰于1月24日跟随当时的德国第5驱逐区舰队余部一同从基尔出发，前往法国。翌日傍晚，Z-8号在比利时海岸附近撞上了由英国布雷舰鸻号布设的两枚水雷。第一枚在舰体下方引爆，炸毁了2号和3号锅炉舱，第二枚不久后则炸毁了舰艏。舰上共有98名官兵丧生，其中93人在海上失踪，原本获救的234名船员中还有5人因伤重死亡。